# Нова Весь (гміна Любень-Куявський)
Нова Весь (пол. Nowa Wieś) — село в Польщі, у гміні Любень-Куявський Влоцлавського повіту Куявсько-Поморського воєводства.
Населення — 85 осіб (2011).
У 1975-1998 роках село належало до Влоцлавського воєводства.

## Демографія
Демографічна структура станом на 31 березня 2011 року:
|          | Загалом | Допрацездатний вік | Працездатний вік | Постпрацездатний вік |
| -------- | ------- | ------------------ | ---------------- | -------------------- |
| Чоловіки | 43      | 10                 | 31               | 2                    |
| Жінки    | 42      | 8                  | 27               | 7                    |
| Разом    | 85      | 18                 | 58               | 9                    |